# Gimnur de Mindanao oriental
El gimnur de Mindanao oriental (Podogymnura intermedia) és una espècie de mamífer eulipotifle de la família dels erinacèids. És endèmic del sud-est de l'illa de Mindanao (Filipines). El seu nom específic, intermedia, es refereix a la seva mida intermèdia entre la del gimnur espinós, el representant més gros del gènere Podogymnura, i les altres dues espècies que el formen. Té el pelatge fosc amb ratlles daurades.